# La noche del cine español
La noche del cine español va ser un programa de cinema dirigit per Fernando Méndez-Leite Serrano i emès per Televisió Espanyola per la seva cadena La 2 entre 1984 i 1986.

## Format
El programa consistia en l'emissió d'un llargmetratge espanyol, precedit de l'emissió d'un documental amb una durada aproximada de 75 minuts, sobre l'època i els actors en la qual la pel·lícula va ser rodada.

## Història
Amb el nomenament de Fernando Méndez-Leite Serrano com a director general de l'Institut de la Cinematografia i de les Arts Audiovisuals, va abandonar el càrrec i va ser substituït per Antonio de García i María Bardem a partir del febrer de 1986. Les discrepàncies entre tots dos van provocar que el programa fos cancel·lat al juny de 1986, amb l'emissió del programa 92, en el qual es va emetre la pel·lícula Muerte de un ciclista.